# Distretto di Banphot Phisai
Il distretto di Banphot Phisai (in thailandese: บรรพตพิสัย) è un distretto (amphoe) della Thailandia, situato nella provincia di Nakhon Sawan.